# Kup Bosne i Hercegovine 2019-2020
La Kup Bosne i Hercegovine 2019-2020 è stata la 26ª edizione della coppa nazionale, iniziata il 18 settembre 2019 e conclusa anticipatamente, senza alcun vincitore, a causa della pandemia di COVID-19 il 1º giugno 2020. Il Sarajevo era la squadra campione in carica.

## Formula
Alla competizione partecipano 32 squadre:
- 12 squadre della Premijer Liga Bosne i Hercegovine,
- 12 squadre provenienti dalla Coppa della Federazione di Bosnia ed Erzegovina,
- 8 squadre provenienti dalla Coppa della Repubblica Serba.

Il torneo si svolge ad eliminazione diretta in gara unica nel primo turno e con incontri di andata e ritorno per i successivi.

## Sedicesimi di finale
| Squadra 1          | Risultato       | Squadra 2         |
| ------------------ | --------------- | ----------------- |
| 18 settembre 2019  |                 |                   |
| Budućnost Banovići | 1 - 1 (1-4 dtr) | Široki Brijeg     |
| Bratstvo Gračanica | 2 - 3           | Velež Mostar      |
| GOŠK Gabela        | 1 - 1 (4-2 dtr) | Radnik Bijeljina  |
| Zvijezda Gradačac  | 0 - 4           | Zrinjski Mostar   |
| Orašje             | 0 - 4           | Borac Banja Luka  |
| Jedinstvo Bihać    | 1 - 2           | Mladost D. Kakanj |
| Rudar Kakanj       | 3 - 0           | Čelik Zenica      |
| Kozara             | 1 - 1 (3-5 dtr) | Sloboda Tuzla     |
| Krupa              | 0 - 0 (6-7 dtr) | Tuzla City        |
| Ljubić Prnjavor    | 1 - 1 (4-3 dtr) | Travnik           |
| Ljubuški           | 2 - 4           | Sarajevo          |
| Modriča            | 0 - 3           | Zvijezda 09       |
| Olimpik Sarajevo   | 2 - 1           | Radnik Hadžići    |
| Rudar Prijedor     | 4 - 1           | Slavija           |
| Skugrić            | 0 - 10          | TOŠK Tešanj       |
| Tekstilac Derventa | 0 - 3           | Željezničar       |

## Ottavi di finale
| Squadra 1        | Risultato       | Squadra 2         |
| ---------------- | --------------- | ----------------- |
| 2 ottobre 2019   |                 |                   |
| Ljubić Prnjavor  | 0 - 2           | GOŠK Gabela       |
| Olimpik Sarajevo | 3 - 0           | TOŠK Tešanj       |
| Rudar Prijedor   | 0 - 0 (4-5 dtr) | Rudar Kakanj      |
| Tuzla City       | 1 - 0           | Velež Mostar      |
| Zrinjski Mostar  | 2 - 0           | Sloboda Tuzla     |
| Zvijezda 09      | 0 - 6           | Borac Banja Luka  |
| Željezničar      | 6 - 1           | Mladost D. Kakanj |
| Široki Brijeg    | 3 - 2           | Sarajevo          |

## Quarti di finale
| Squadra 1        | Risultato       | Squadra 2        |
| ---------------- | --------------- | ---------------- |
| 4 marzo 2020     |                 |                  |
| Rudar Kakanj     | 0 - 3           | GOŠK Gabela      |
| Zrinjski Mostar  | 2 - 1           | Tuzla City       |
| Borac Banja Luka | 0 - 2           | Željezničar      |
| Široki Brijeg    | 1 - 1 (5-4 dtr) | Olimpik Sarajevo |